# 1365 Henyey
1365 Henyey eller 1928 RK är en asteroid i huvudbältet, som upptäcktes 9 september 1928 av den tyske astronomen Max Wolf i Heidelberg. Den har fått sitt namn efter den amerikanske astronomen  Louis G. Henyey.
Asteroiden har en diameter på ungefär 10 kilometer och den tillhör asteroidgruppen Matterania.